# Гаряча лінія Пекін-Вашингтон

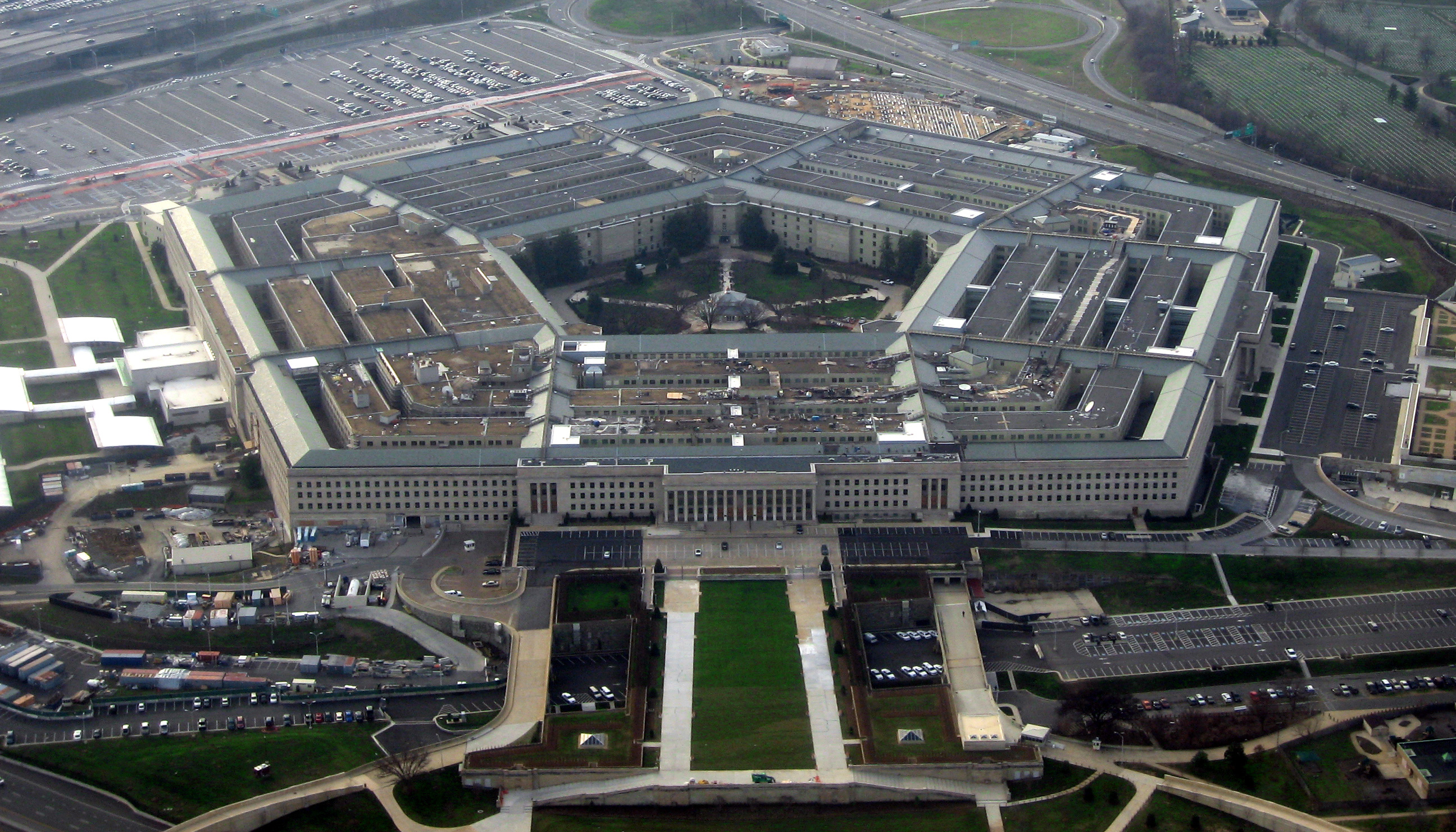
Пентагон, округ Колумбія

Гаряча лінія Пекін-Вашингтон — це система, яка дозволяє прямий зв'язок між лідерами США та Китаю. Ця гаряча лінія була створена в листопаді 2007 року, коли Китай і Сполучені Штати оголосили про створення військової гарячої лінії між Пекіном і Вашингтоном, щоб уникнути непорозумінь під час будь-яких моментів кризи в Тихому океані.

## Історія

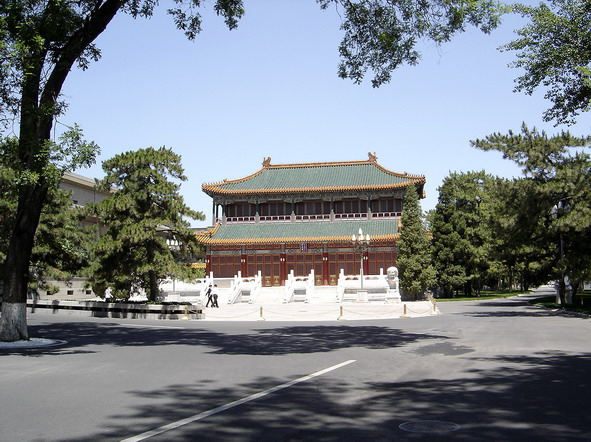
Чжуннаньхай, Пекін

Дискусії щодо створення гарячої лінії Пекін-Вашингтон почалися під час зустрічі між президентом Китаю Ху Цзіньтао та президентом США Джорджем Бушем у квітні 2006 року.
5 листопада 2007 року міністр оборони США Роберт М. Гейтс повідомив журналістам, що він і міністр оборони Китаю Цао Ганчуань офіційно домовилися про створення спеціальної цілодобової телефонної лінії в Пекіні. Згідно зі звітом, міністерство оборони Китаю довго опиралося ідеї прямої лінії до червня 2007 року, коли генерал Чжан Ціньшен заявив, що Китай готовий продовжити обговорення на конференції з питань безпеки «Діалог Шангрі-Ла» в Сінгапурі. Після зустрічі в лютому 2008 року Китай і Сполучені Штати офіційно підписали угоду про створення військової гарячої лінії між Міністерством оборони США та Міністерством національної оборони КНР. Гаряча лінія була відкрита 10 квітня 2008 року.
Гаряча лінія Пекін-Вашингтон використовує інші процедури порівняно з гарячою лінією Москва-Вашингтон, яка була створена після кубинської ракетної кризи. Угода 2008 року з Китаєм організовує передачу дзвінка телекомунікаційної дирекції Чжуннаньхай, який на власний розсуд вирішує, чи перенаправляти дзвінок у відділ закордонних справ Міністерства оборони чи в командний штаб НВАК у Західному Пекіні. Крім того, на знак протесту проти дій США китайці двічі відключали гарячу лінію на тривалий час.
У вересні 2015 року лідер Китаю Сі Цзіньпін і президент США Барак Обама оголосили про домовленості щодо нової військової гарячої лінії для зменшення ризиків випадкової ескалації між двома країнами.
У травні 2021 року Курт Кемпбелл, координатор політики США в Індійсько-Тихоокеанському регіоні, заявив, що Китай неохоче користувався гарячою лінією, описавши це як «пару разів, коли ми нею користувалися, просто годинами дзвонили в порожній кімнаті». У лютому 2023 року міністр оборони Китаю Вей Фенхе відмовився відповідати на дзвінок міністра оборони США Ллойда Остіна щодо повітряної кулі над морем Бофорта поблизу міста Дедхорс, Аляска, під час інциденту з китайською повітряною кулею у 2023 році.

## Космічна гаряча лінія
У листопаді 2015 року США та Китай створили так звану космічну гарячу лінію, що дозволяє обом націям легко обмінюватися інформацією про діяльність у космосі та допомагати своїм космічним і військовим агентствам обговорювати «потенційні зіткнення, підходи чи випробування», щоб не дати непорозумінням чи помилкам у спілкуванні спричинити ескалацію до небезпечного становища. За словами помічника держсекретаря США Френка Роуза, необхідний терміновий механізм безпеки через зростаючу кількість потенційно смертоносного космічного сміття на орбіті, а також численні нерозголошені запуски військових супутників. Зв'язок було встановлено на тлі напруженості через те, що Китай посилив випробування зброї, призначеної для націлювання на орбітальні мережі, від яких залежить майже весь високотехнологічний військовий потенціал США.

## Кібергаряча лінія
У листопаді 2011 року редакційна стаття газети China Daily закликала до тіснішого спілкування, особливо у випадках надзвичайної ситуації, пов'язаної з кібервійною. Це було названо викликом китайсько-американського кібер-«червоний телефон».